# Gordon Swann
Gordon Swann (* 7. Dezember 1937 in Maltby) ist ein ehemaliger englischer Fußballspieler.

## Karriere
Swann absolvierte eine Lehre zum Grubenelektriker in der nördlich von Rotherham gelegenen Manvers Main Colliery und gewann im Mai 1956 bei einer Sportveranstaltung der Zeche die Wettbewerbe im Weitsprung, Hochsprung und über 200 Yards.
Für Rotherham United spielte Swann spätestens ab 1956 im „A“-Team, der dritten Mannschaft, die in der Regel als Nachwuchsteam gesehen wurde. Im April 1957 spielte Swann erstmals im Reserveteam; in der ersten Mannschaft debütierte er schließlich im November 1958 in der Second Division auf dem linken Flügel bei einer 0:3-Niederlage gegen Stoke City. Nach zwei weiteren Niederlagen verlor er seinen Platz im Team wieder und musste sich bis zur folgenden Saison gedulden. In der Spielzeit 1959/60 kam er anstelle von Keith Bambridge im September und April zu einer Serie von jeweils drei Einsätzen, dabei wurde ihm anlässlich eines 3:2-Auswärtssiegs bei Leyton Orient seitens der Presse attestiert „mit der Orient-Abwehr herumgespielt zu haben“. Auch in der Saison 1960/61 kam er aufgrund der großen Konkurrenz im Kader nur sporadisch zum Zug, bei einem Einsatz auf dem rechten Flügel erzielte er im Februar 1961 gegen den FC Portsmouth den Treffer zum 1:0-Sieg.
Am Saisonende wurde ihm ein ablösefreier Wechsel gestattet und Swann schloss sich zur Saison 1961/62 dem Drittligisten FC Barnsley an, bei dem er als Ersatz für Colin Brookes auf Linksaußen vorgesehen war. Während er auf seiner angestammten Außenstürmerposition nicht berücksichtigt wurde, kam er im Saisonverlauf zu zwei torlosen Einsätzen auf der Mittelstürmerposition, in denen er Bert Tindill bzw. Don Watson vertrat. Nach einem Jahr bei Barnsley wechselte Swann in den Non-League football und schloss sich Heanor Town in der Midland League an. Im FA Cup 1963/64 qualifizierte sich Swann mit dem Team für die erste Hauptrunde und wirkte dort an der 1:3-Niederlage gegen Bradford Park Avenue mit. 1966 wurde er mit Heanor Vizemeister der Midland League.